# Integration durch Sport

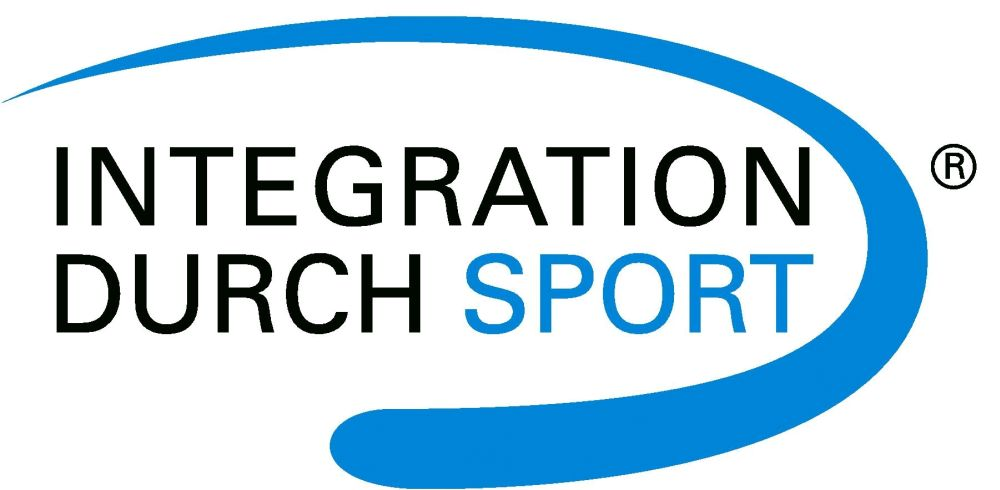
Logo des Programms

Integration durch Sport ist ein Programm des Deutschen Olympischen Sportbundes (DOSB), das sich für die gesellschaftliche Integration in Deutschland engagiert – durch Sport und in den Strukturen des organisierten Sports. Das Programm bezieht sich vor allem auf die Integration von Menschen mit Migrationshintergrund.
Das Bundesministerium des Innern (BMI) und das Bundesamt für Migration und Flüchtlinge (BAMF) stehen dem Programm als Zuwendungsgeber und Partner zur Seite.

## Geschichte
Die Anfänge des Programms „Integration durch Sport“ lassen sich auf den Sommer 1989 datieren, als das Programm zunächst in den vier Bundesländern Niedersachsen, Berlin, Nordrhein-Westfalen und Hessen implementiert wurde, damals noch unter dem Projektnamen „Sport für alle – Sport mit Aussiedlern“. Bereits im darauf folgenden Jahr 1990 fand eine Ausweitung des Programms auf alle alten und 1991 schließlich auf die neuen Bundesländer statt. Um der aktuellen Zuwanderungssituation gerecht zu werden, wurde das Programm 2001 auf die Zielgruppe der Migranten ausgeweitet, und aus dem Projekt „Sport für alle – Sport mit Aussiedlern“ entstand das Programm „Integration durch Sport“. Gefördert durch das Bundesministerium des Innern (BMI) und das Bundesamt für Migration und Flüchtlinge (BAMF), wird das Programm durch die Landessportbünde getragen, während dem Deutschen Olympischen Sportbund (DOSB) die Programmkoordination auf Bundesebene obliegt.
Im Zeitraum von 2007 bis 2009 wurde eine Evaluation des Programms „Integration durch Sport“ durch die Universität Potsdam vorgenommen. Die Evaluationsergebnisse würdigen die flächendeckende Reichweite und inhaltliche Breite des Programms und zeichnen eine positive Bilanz der sportbezogenen Integrationsarbeit in den Sportvereinen und -organisationen. Die darüber hinaus vom Evaluationsteam aufgezeigten Konsequenzen und der Handlungsbedarf wurden in eine gemeinsame von DOSB, BMI und BAMF entwickelte Strategie zur Weiterentwicklung des Programms aufgenommen. Die Programmverantwortlichen der Länder waren intensiv in den Weiterentwicklungsprozess eingebunden, den die Führungs-Akademie des DOSB begleitet hat.

## Struktur

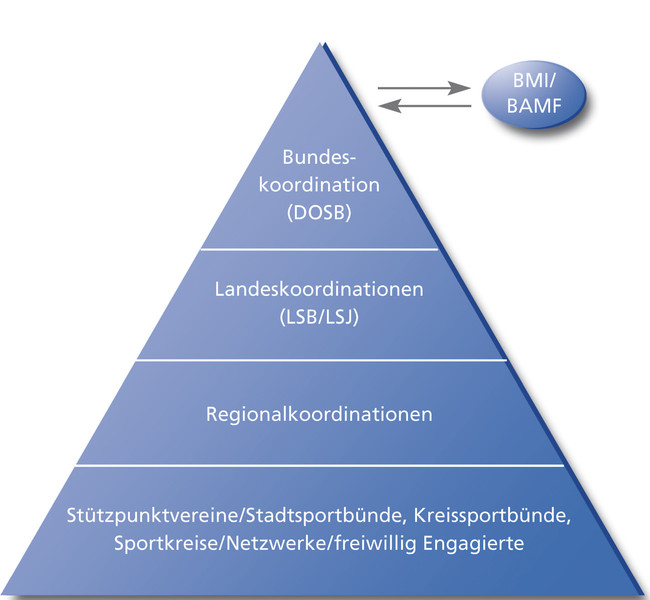
Aufbauorganisation des Programms

Das Programm „Integration durch Sport“ ist auf Bundesebene an den Deutschen Olympischen Sportbund angegliedert. Auf Landesebene wird es von den Landes- und Regionalkoordinationen umgesetzt, die Sportvereine, Netzwerkpartner und freiwillig Engagierte an der Basis in ihrer Integrationsarbeit vor Ort konzeptionell, planerisch und organisatorisch unterstützen. Am Programm sind über 750 Sportvereine (so genannte Stützpunktvereine) beteiligt.
Das Bundesministerium des Innern (BMI) und das Bundesamt für Migration und Flüchtlinge (BAMF) stehen dem Programm als Zuwendungsgeber und Partner begleitend zur Seite.

## Bundeskoordination
Die Bundeskoordination im Deutschen Olympischen Sportbund übernimmt die Steuerung und Gesamtkoordination des Programms. Damit wird die einheitliche Orientierung der 16 Landesprogramme unter Berücksichtigung der länderspezifischen Gegebenheiten und Bedürfnisse gewährleistet. Zu den zentralen Aufgaben der Bundeskoordination gehören die Beratung und Begleitung der Landeskoordinationen bei der Umsetzung der Programmkonzeption, die kontinuierliche Weiterentwicklung der Programmarbeit auf Grundlage gesellschaftlicher und politischer Entwicklungen sowie wissenschaftlicher Erkenntnisse, die Dokumentation, Vernetzung und Multiplikation der Erfahrungen und Erkenntnisse aus der Programmarbeit, der Transfer der Bundesmittel an die Landeskoordinationen, die Akquise von Drittmitteln für die Ausweitung der Programmarbeit sowie die Kommunikation und Vertretung des Programms nach innen und außen.

## Zielgruppen
Das Programm „Integration durch Sport“ richtet sich vornehmlich an Menschen mit Migrationshintergrund, wobei ein Schwerpunkt der zukünftigen Arbeit auf bislang im Sport unterrepräsentierten Gruppen liegt, wie zum Beispiel Mädchen und Frauen, Personen im mittleren Erwachsenenalter und Ältere und sozial Benachteiligte.

## Ziele
Die Zielsetzung des Programms ist es, die gleichberechtigte Teilhabe von Menschen mit Migrationshintergrund am gesellschaftlichen Leben zu stärken und damit auch an sportweltlichen Teilnahme- und Teilhabestrukturen. Dabei sind die Respektierung und Wahrung kultureller Vielfalt beim gleichzeitigen Anspruch aller, sich an rechtsstaatlichen und demokratischen Grundpositionen zu orientieren, von zentraler Bedeutung. Ein Schwerpunkt der Arbeit liegt auf bislang im Sport unterrepräsentierte Gruppen, wie zum Beispiel Mädchen und Frauen, Personen im mittleren Erwachsenenalter, Ältere sowie sozial Benachteiligte. 
Auf Grundlage des Integrationsverständnisses ergibt sich ein gemeinsamer Kern von Integrationszielen für das Programm „Integration durch Sport“, an dem sich die Arbeit im Programm über alle Bundesländer hinweg orientiert. Es geht zunächst darum, die Zielgruppen über das System des organisierten Sports in Deutschland zu Informieren, sie an den Sport heranzuführen oder ihre schon vorhandenen sportlichen Interessen und Kompetenzen weiterzuentwickeln. Dazu sind Sportmöglichkeiten zu schaffen und Sportangebote zu entwickeln, die sich an den Motiven der Zielgruppen zum Sporttreiben orientieren und deren spezifischen Bedürfnissen Rechnung tragen. Sie müssen die Zielgruppen sozial, kulturell, sprachlich und räumlich dort abholen, wo sie stehen. Durch aktive Ansprache, zielgruppenspezifische Angebote und Minderung der Zugangsbarrieren sollen die Zielgruppen zur aktiven Teilnahme, Mitgliedschaft und Mitarbeit, insbesondere auch in den gestaltenden Strukturen des organisierten Sports ermutigt werden, wobei insbesondere die Gruppen Beachtung finden sollen, die bislang noch nicht so häufig im organisierten Sport vertreten sind. Sogenannte Brückenbauer können hier sowohl sprachlich als auch kulturell den Zugang erleichtern.

## Maßnahmen
Die inhaltliche Umsetzung des Programms erfordert neben einer soliden Programmstruktur eine breite Palette von Aktivitäten und Maßnahmen. Bei der Umsetzung der Programmziele spielen mehrere Faktoren eine zentrale Rolle. Folgende Maßnahmen werden hierfür verwendet.

### Qualifizierung
Die Umsetzung der Programmarbeit erfordert ein hohes Maß an Kompetenzen, um den Anforderungen in den unterschiedlichen Funktionen und Aufgabenbereichen gerecht zu werden. Sowohl die hauptberuflichen als auch die freiwillig engagierten Mitarbeiter des Programms werden durch Qualifizierungsmaßnahmen weitergebildet und für die speziellen Anforderungen des Programms qualifiziert.

### Beratungsfunktion
Unter dem Fokus eines lokalen „Empowerments“ initiiert und entwickelt das Programm gemeinsam mit den Sportvereinen und Netzwerkpartnern vor Ort an die lokale Bedarfslage angepasste und netzwerkorientierte Gesamtkonzepte. Dabei kann das Programm aufgrund seiner langjährigen Erfahrung in der Integrationsarbeit Impulse für neue Handlungsansätze geben und die Programmpartner, die oftmals rein ehrenamtlich organisiert sind, bei der inhaltlichen Planung und organisatorischen Umsetzung von Integrationskonzepten beraten und begleiten.

### Kommunikationsarbeit
Durch eine einheitliche und vernetzte Kommunikation des Programms nach innen und außen (sportintern/-extern) wird die Öffentlichkeit für interkulturelle Themen und die Integrationspotenziale des Sports sensibilisiert, das Bewusstsein für das Programm nachhaltig gefördert und das Image, Vertrauen und die Bekanntheit gesteigert. Dies trägt dazu bei, neue Teilnehmer und freiwillig Engagierte zu gewinnen und nicht zuletzt öffentliche Mittel und Sponsoren für das Programm sowie für einzelne regionale Konzepte und Maßnahmen zu akquirieren. Hierzu pflegt das Programm eine kontinuierliche Pressearbeit, erstellt Informationsmaterialien, initiiert und führt öffentlichkeitswirksame Veranstaltungen/Events durch (z. B. Tag der Integration, Infoveranstaltungen etc.), stellt Informationen im Internet bereit oder informiert mit einem regelmäßig erscheinenden Informationsdienst über die aktuellen Entwicklungen im Programm.

### Netzwerkarbeit
Durch die Bündelung von Ressourcen und Kompetenzen aller an der Integrationsarbeit beteiligten Organisationen und Partner können die Integrationspotenziale des Sports besser genutzt und eine effektive Umsetzung der formulierten Ziele gewährleistet werden. Die Zusammenarbeit findet dabei auf zwei Ebenen statt: Auf der strategischen Ebene geht es beispielsweise  um die Entwicklung sozialraumorientierter, bedarfsgerechter Integrationskonzepte. Hierzu beteiligen sich das Programm und die Programmpartner an politischen und fachlichen Gremien, Arbeitskreisen oder „Runden Tischen“ sowohl innerhalb als auch außerhalb der Strukturen des Sports. Auf der operativen Ebene nutzt das Programm Chancen und Potenziale der Vernetzung, um mit den jeweiligen Kooperationspartnern (z. B. Schulen, Vereine, Sprachkursträger) gemeinsame Sport- und Bewegungs-, aber auch außersportliche Angebote bereitzustellen, Projekte zu initiieren, gemeinsame Öffentlichkeitsarbeit zu betreiben.

### Sport- und Bewegungsangebote
Kernelement der Integrationsarbeit des Programms an der Basis ist die Einrichtung und Durchführung von Sport- und Bewegungsangeboten für die Zielgruppen. Über eine gezielte Ansprache, zunehmend durch so genannte Brückenbauer aus den jeweiligen Zielgruppen, zielgruppenspezifische Angebote (z. B. Frauensportgruppen, Importsportarten wie Gorodki oder Sambo) und niedrigschwellige Zugänge (z. B. offene Sportkurse, mobile Sportprojekte, ermäßigte Teilnahmebeiträge) sollen die Zielgruppen zunächst an die Bewegungs- und Sportangebote herangeführt werden. So werden Begegnungsplattformen geschaffen, auf denen Menschen, unabhängig von Herkunft, Alter und Geschlecht, über den Sport zusammenfinden können.
Zum Angebot zählen auch Fahrradkurse für Migrantinnen. Diese dienen nicht nur sportlichen und sozialen Zwecken, sondern ermöglichen zudem denjenigen Frauen aus Herkunftsländern, in denen das Radfahren für Frauen als unschicklich gilt und nicht dem traditionellen Frauenbild entspricht, eine Mobilität im Alltag.

### Außersportliche Angebote und Unterstützungsleistungen
Für die Integration der Zielgruppen in die Gesellschaft ist es notwendig, weitergehende Angebote bereitzustellen, die über das sportliche Regelangebot hinausgehen. Hierzu bietet das Programm vielfältige Möglichkeiten, indem der reguläre Trainingsbetrieb um gesellige Aktivitäten (z. B. gemeinsame Ausflüge, Veranstaltungen) erweitert, durch Unterstützungsleistungen (z. B. Hilfe bei Formularen, Arbeitsplatzsuche) ergänzt oder an verschiedene Lern- und Bildungsangebote (z. B. Hausaufgabenbetreuung, Bewerbungstraining) gekoppelt wird. Darüber sollen die Teilnehmer des Programms Erfahrungen, Kompetenzen und Orientierungen erwerben, die sie auch in anderen Lebensbereichen und Handlungskontexten außerhalb des Sports nützlich und sinnvoll einbringen können.